# دوري الدرجة الأولى الأرجنتيني 1926
دوري الدرجة الأولى الأرجنتيني 1926 (بالإسبانية: Campeonato de Primera División 1926)‏ هو موسم من دوري الدرجة الأولى الأرجنتيني. فاز فيه بوكا جونيورز.